# Giulio Leoni
Pour les articles homonymes, voir Leoni.
Giulio Leoni, né le 12 août 1951 à Rome, est un romancier et un essayiste italien, auteur de roman policier.

## Œuvre

### Romans

#### SérieDante Alighieri
- Dante Alighieri e i delitti della Medusa (2000)
- I delitti del mosaico (2004)
  - La Conjuration du troisième ciel, Éditions Belfond coll. « Littérature étrangère » (2006) (ISBN 2-7144-4163-7), réédition 10/18 coll. « Grands détectives » no 4016 (2007)  (ISBN 978-2-264-04451-8)
- I delitti della luce (2005)
  - La Conspiration des miroirs, Éditions Belfond coll. « Littérature étrangère » (2007) (ISBN 978-2-7144-4270-3), réédition 10/18 coll. « Grands détectives » no 4139 (2008)  (ISBN 978-2-264-04743-4)
- La crociata delle tenebre (2007)
  - La Croisade des ténèbres, Éditions Belfond (2009)  (ISBN 978-2-7144-4524-7), réédition 10/18 coll. « Grands détectives » no 4393 (2010)  (ISBN 978-2-264-05175-2)
- La sindone del diavolo (2014)
- Il manoscritto delle anime perdute (2017)
- I delitti dei nove cieli. Un'indagine di Dante Alighieri (2019)

#### SérieM-Files
- Gli agenti segreti di Marconi (2016)
- La valle dei risorti (2016)
- Il sussurro del demonio (2016)
- Il segreto di Agarthi (2016)
- L'uomo impossibile (2016)
- La minaccia di Kiram Dukkha (2017)
- La luce del Vril (2017)
- La porta degli Inferi (2017)
- Homunculus! (2017)
- L'Albergo delle Due Dalie (2017)

#### Autres romans
- La donna sulla Luna (2002)
- E trentuno con la morte... (2003)
- Il trionfo della volontà, raccolto in Ombre e nebbie (2005)
- La compagnia dei serpenti - Il deserto degli spettri (2006)
- La compagnia dei serpenti - Il sepolcro di Gengis Khan (2007)
- La regola delle ombre (2009)
- La ladra di Cagliostro (2010)
- La sequenza mirabile (2010)
- La porta di Atlantide (2011)
- Il testamento del Papa (2013)
- A mezzanotte sul ponte scialuppe (2013)
- L'occhio di Dio (2015)

### Romans signés J.P. Rylan

#### SérieAnharra
- Il trono della follia (2006)
- Il santuario delle tenebre (2007)
- L'eredità di sangue o Il cerchio del destino (2012)

### Essais
- Perfide menti: Da Fu Manchu alla Mano Nera, i nostri antenati malvagi (2016)
- La nube di Oort: psicopatologia del cretino quotidiano (2016)
- Dante: Ritratto dal vivo (2016)